# یاسر الطائفی
یاسر الطائفی (عربی: ياسر الطائفي؛ زادهٔ ۱۰ مهٔ ۱۹۷۱) بازیکن سابق فوتبال اهل عربستان سعودی است.
وی عضو تیم ملی فوتبال عربستان در جام جهانی فوتبال ۱۹۹۴ بوده است.